# Tourist LeMC
Johannes Faes (né le 9 octobre 1984), mieux connu sous le nom de scène Tourist LeMC, est un musicien et rappeur belge.

## Biographie
Johannes Faes naît le 9 octobre 1984 à Schoten, en Région flamande, troisième d'une famille de quatre garçons. Sa mère est infirmière et son père enseignant. Il obtient un diplôme universitaire d'assistant social,. En décembre 2010, le premier album de Faes, Antwerps Testament, paraît, et en 2012, il atteint la finale du concours musical flamand Humo's Rock Rally. Antwerp Testament est réédité en 2013 sous le label hip-hop néerlandais TopNotch. L'album est entièrement remasterisé et deux chansons bonus sont ajoutées : Visa Paspor, avec le rappeur Typhoon, et Small Prayer, avec Sticky Steez. Les deux chansons sont reprises comme singles par différentes stations de radio.
En 2014, il sort deux EP pendant les préparatifs de son nouvel album, En route, qui sort au début de l'année 2015. Parmi d'autres chansons, l'un des EP comprend une reprise d'une chanson de Wannes Van de Velde. Plus tard dans l'année, Faes obtient une certification musicale or pour cet album. En janvier 2016, il gagne en notoriété et en reconnaissance en étant nommé pour cinq Music Industry Awards et en en remportant deux, en tant que « meilleur chanteur en néerlandais » et « percée de l'année »,.

## Discographie partielle
| Album(s) classés (Ultratop 50) | Année | Meilleure position | Nombre de semaine | Remarques          |
| ------------------------------ | ----- | ------------------ | ----------------- | ------------------ |
| Antwerps Testament             | 2010  | -                  | -                 | -                  |
| En route                       | 2015  | 2                  | 238               | BEA : Platine (x2) |
| We begrijpen mekaar            | 2018  | 1                  | 50                | -                  |
| Niemandsland                   | 2021  | 1                  | -                 | -                  |
| Alles onder controle           | 2025  | 1                  | -                 | -                  |

| EP         | Année | Meilleure position | Nombre de semaine |
| ---------- | ----- | ------------------ | ----------------- |
| Bilan      | 2014  | -                  | -                 |
| Deze Nacht | 2014  | -                  | -                 |

| Single(s) classé (Ultratop 50)            | Année | Meilleure position | Nombre de semaine | Album               |
| ----------------------------------------- | ----- | ------------------ | ----------------- | ------------------- |
| Klein Gebedje                             | 2013  | -                  | -                 | Antwerps Testament  |
| Visa Paspor                               | 2013  | 71                 | -                 | Antwerps Testament  |
| Bilan                                     | 2014  | 99                 | -                 | En route            |
| Deze nacht                                | 2014  | 68                 | -                 | En route            |
| En route                                  | 2015  | 18                 | 5                 | En route            |
| Koning Liefde                             | 2015  | 17                 | 15                | En route            |
| De troubadours (avec Flip Kowlier)        | 2015  | 35                 | 9                 | En route            |
| Horizon (avec Wally )                     | 2016  | 6                  | 28                | En route            |
| Meester kunstenaar (avec Bart Peeters)    | 2016  | 19                 | 9                 | En route            |
| Spiegel (avec Raymond van het Groenewoud) | 2018  | 2                  | 18                | We begrijpen mekaar |
| We begrijpen mekaar                       | 2018  | 32                 | 6                 | We begrijpen mekaar |
| Oprechte leugens (avec Alice on the Roof) | 2019  | 35                 | 4                 | We begrijpen mekaar |
| Tramontane                                | 2019  | 50                 | 1                 | We begrijpen mekaar |
| Ubuntu                                    | 2019  | 26                 | 5                 | Single inédit       |
| Welkom                                    | 2020  | Tip2               |                   | We begrijpen mekaar |
| Bal aan de voet                           | 2021  | 41                 |                   | Niemandsland        |
| De ander                                  | 2024  | 34                 |                   | Single inédit       |